# Patrick Laperle
 (janvier 2024).
Si vous disposez d'ouvrages ou d'articles de référence ou si vous connaissez des sites web de qualité traitant du thème abordé ici, merci de compléter l'article en donnant les références utiles à sa vérifiabilité et en les liant à la section « Notes et références ».

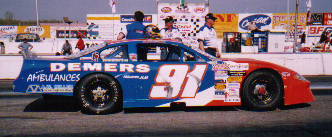
Patrick Laperle à l'Autodrome St-Eustache en 2005

Patrick Laperle est un coureur automobile amateur né le 24 février 1976 à Saint-Denis-sur-Richelieu au Québec (Canada). Il est principalement actif dans les séries ACT Tour et ACT Castrol. Il court aussi de façon sporadique dans les séries Pro All Star Series plus de faire des apparitions en Modifié à l'Autodrome Granby sur terre battue. Depuis le début des années 2000, Laperle est l'un des chefs de file du stock car québécois sur pistes asphaltées. Il est le neveu du pilote Roger Laperle. Le 2 septembre 2023, il est impliqué dans une altercation avec le pilote Michael Lavoie, ce qui entraîne sa suspension dans la série ACT LMS pour le reste de la saison en plus d’une probation pour la saison prochaine en raison de la violence de ses gestes. 
Il entretient depuis quelques années avec son grand rival Donald Theetge, et Alex L'abbé l'une des plus intenses rivalités de l'histoire du stock-car québécois.
Il s'est qualifié neuf fois entre 2003 et 2012 pour la prestigieuse course TD Banknorth 250 disputée au Oxford Plains Speedway à Oxford, Maine, l'une des plus importantes courses de stock car sur courtes pistes en Amérique du Nord. Son meilleur résultat fut la deuxième place en 2009, le meilleur résultat d'un pilote québécois dans l'histoire de cet événement qui remonte à 1974.
Trois fois Champion de la Série ACT Castrol en 2007, 2011, 2012 ainsi que 2016.
Champion 2008 de la série ACT Tour. Premier québécois à remporter le championnat de l'ACT Tour. Seul pilote à avoir remporté le championnat des deux séries de l'ACT.
18 victoires en carrière dans la série ACT Tour, premier québécois à remporter une épreuve de l'ACT Tour le 12 septembre 1999 à Airborne Park Speedway, Plattsburgh NY.
21 victoires dans la Série ACT, la première à l'Autodrome St-Eustache le 28 juillet 2007, la plus récente à l'Autodrome Chaudière le 28 mai 2016.
2 fois vainqueur du Showdown ACT à l'Autodrome Chaudière en 2008 et 2010.
4 victoires en série PASS North.
Vainqueur de la course hors-championnat ACT International 300 à Airborne Speedway en 2014.

## Victoires de Patrick Laperle en série ACT Tour
| Date              | Circuit                              |
| ----------------- | ------------------------------------ |
| 12 septembre 1999 | Airborne Park Speedway               |
| 5 août 2000       | Airborne Park Speedway               |
| 13 avril 2002     | Star Speedway                        |
| 8 juin 2002       | White Mountain Motorsports Park      |
| 12 juillet 2003   | Oxford Plains Speedway               |
| 21 septembre 2003 | Lee USA Speedway                     |
| 28 mai 2004       | Twin State Speedway                  |
| 11 septembre 2005 | Airborne Park Speedway               |
| 2 octobre 2005    | Thunder Road International Speedbowl |
| 28 juillet 2007   | Autodrome St-Eustache                |
| 15 septembre 2007 | Kawartha Speedway                    |
| 30 septembre 2007 | Thunder Road International Speedbowl |
| 13 juillet 2008   | Kawartha Speedway                    |
| 13 septembre 2008 | Oxford Plains Speedway               |
| 28 septembre 2008 | Thunder Road International Speedbowl |
| 13 septembre 2009 | Airborne Park Speedway               |
| 5 septembre 2010  | Thunder Road International Speedbowl |
| 12 septembre 2010 | Airborne Park Speedway               |

## Victoires de Patrick Laperle en Série ACT
| Date              | Circuit                              |
| ----------------- | ------------------------------------ |
| 28 juillet 2007   | Autodrome St-Eustache                |
| 11 août 2007      | Circuit Riverside Speedway Ste-Croix |
| 18 mai 2008       | Autodrome St-Eustache                |
| 17 mai 2009       | Autodrome St-Eustache                |
| 1er août 2009     | Autodrome Montmagny                  |
| 8 août 2009       | Autodrome Chaudière                  |
| 22 mai 2010       | Autodrome St-Eustache                |
| 29 mai 2010       | Autodrome Montmagny                  |
| 10 juillet 2010   | Autodrome St-Félicien                |
| 21 mai 2011       | Autodrome Chaudière                  |
| 11 juin 2011      | Autodrome Montmagny                  |
| 16 juillet 2011   | Autodrome St-Eustache                |
| 18 septembre 2011 | Autodrome St-Eustache                |
| 1er juillet 2012  | Autodrome Montmagny                  |
| 28 juillet 2012   | Autodrome St-Eustache                |
| 3 août 2012       | Autodrome Chaudière                  |
| 16 septembre 2012 | Autodrome St-Eustache                |
| 14 septembre 2013 | Autodrome St-Eustache                |
| 7 juin 2014       | Autodrome Montmagny                  |
| 22 mai 2016       | Autodrome St-Eustache                |
| 28 mai 2016       | Autodrome Chaudière                  |

## Victoires de Patrick Laperle en série PASS North
| Date             | Circuit                |
| ---------------- | ---------------------- |
| 19 juin 2005     | Unity Raceway          |
| 1er juillet 2006 | Oxford Plains Speedway |
| 18 mai 2013      | Autodrome Chaudière    |
| 20 juin 2015     | Autodrome Chaudière    |

## Autres faits saillants de sa carrière
- 1998 Début en stock-car à la piste Airborne Park Speedway
- 2002 Vice-champion ACT Tour
- 2009 Vice-champion World Series of Asphalt (New Smyrna Speedway, New Smyrna Beach, Floride)
- 2009 Vice-champion Série ACT Castrol
- 2010 Vice-champion World Series of Asphalt (New Smyrna Speedway, New Smyrna Beach, Floride)
- Vie personnelle: Patrick Laperle est père de deux filles âgées de 13 et 6 ans nées de deux unions différentes.